# 9.3
9.3 è un singolo del rapper italiano Mr. Rain, pubblicato l'11 giugno 2020 come secondo estratto dal terzo album in studio Petrichor.

## Descrizione
Il brano parla della rottura di un legame, del momento in cui si acquisisce la consapevolezza di aver perso una persona davvero importante, causando un terremoto interiore che porta a cambiare e ad intraprendere un viaggio per ritrovare se stessi.

## Video musicale
Il videoclip, diretto da Enea Colombi, è stato pubblicato il 15 giugno 2020 attraverso il canale YouTube della Warner Music Italy.
Assieme al videoclip di Fiori di Chernobyl e Non c'è più musica va a comporre un lungo cortometraggio, rappresentandone il prequel.

## Tracce
Testi e musiche di Mr. Rain.
1. 9.3 – 3:45

## Classifiche
| Classifica (2020) | Posizione massima |
| ----------------- | ----------------- |
| Italia            | 42                |